# Mark Pellegrino
Mark Ross Pellegrino, född 9 april 1965 i Los Angeles, Kalifornien, är en amerikansk skådespelare. Han är bland annat känd för sin roll som Jacob i Lost och som Paul Bennett i Dexter.
Pellegrino är gift med Tracy Aziz och har ett barn med henne.

## Filmografi

### Filmer
- 2024 – Snuten i Hollywood: Axel F
- 2011 – Locke & Key
- 2011 – Joint Body
- 2009 – Disappearing in America
- 2009 – An American Affair
- 2009 – 2:13
- 2008 – The Coverup
- 2008 – The Last Days of Limbo
- 2007 – The Number 23
- 2007 – Suspect
- 2006 – Caffeine
- 2005 – Capote
- 2005 – Ellie Parker
- 2004 – National Treasure
- 2004 – Twisted
- 2004 – Spartan
- 2004 – NYPD 2069
- 2003 – Zelda
- 2003 – Moving Alan
- 2003 – The Hunted
- 2002 – Ronnie
- 2002 – Astronauts
- 2002 – Trading Water
- 2001 – Fault Lines
- 2001 – Mulholland Drive
- 2001 – Skojar du, eller?
- 2001 – Monsters
- 2000 – Certain Guys
- 2000 – Lost in the Pershing Point Hotel
- 2000 – Drowning Mona
- 1999 – Word of Mouth
- 1999 – Clubland
- 1999 – Honest Injun
- 1998 – A Murder of Crows
- 1998 – The Big Lebowski
- 1997 – Movies Kill
- 1997 – The Lost World: Jurassic Park
- 1997 – Born Into Exile
- 1997 – The Temple of Phenomenal Things
- 1997 – Macon Conty Jail
- 1997 – Soul of the Avenger
- 1996 – The Cerokee Kid
- 1996 – Little Surprises
- 1996 – Dick Richards
- 1996 – For Life or Death
- 1994 – Montana
- 1994 – Knight Rider 2010
- 1993 – Bank Robber
- 1993 – Class of '61
- 1993 – Midnight Witness
- 1993 – Harry & Kit
- 1992 – Mission of Justice
- 1992 – Dödligt vapen 3
- 1991 – Kärlek och Mord
- 1990 – Prayer of the Rollerboys
- 1989 – Night Life
- 1989 – På liv och död
- 1988 – What Price Victory
- 1987 – Death Wish 4: The Crackdown
- 1987 – Fatal Beauty

### TV-serier
- 2013 - ? - The Tomorrow People (TV-serie) ? avsnitt

- 2010 - 2011 - Being Human 11 avsnitt
- 2011 – Breakout Kings (TV-serie) 1 avsnitt
- 2009 - 2010 - Lost 6 avsnitt
- 2009 - 2010 - Supernatural 5 avsnitt
- 2009 – The Mentalist (TV-serie) 1 avsnitt
- 2009 – The Philanthropist (TV-serie) 1 avsnitt
- 2005 - 2009 - CSI: Crime Scene Investigation 2 avsnitt
- 2009 – Ghost Whisperer (TV-serie) 1 avsnitt
- 2009 – Fear Itself (TV-serie) 1 avsnitt
- 2008 – Criminal Minds (TV-serie) 1 avsnitt
- 2008 – Prison Break (TV-serie) 2 avsnitt
- 2008 – Numb3rs (TV-serie) 1 avsnitt
- 2008 – Chuck (TV-serie) 1 avsnitt
- 2008 – Knight Rider (TV-serie) 1 avsnitt
- 2007 – Women's Murder Club (TV-serie) 1 avsnitt
- 2006 - 2007 - Dexter 8 avsnitt
- 2007 – Grey's Anatomy (TV-serie) 1 avsnitt
- 2007 – Burn Notice (TV-serie) 1 avsnitt
- 2006 – Brottskod: Försvunnen (TV-serie) 2 avsnitt
- 2006 – The Unit (TV-serie) 1 avsnitt
- 1997 - 2002 - På spaning i New York 4 avsnitt
- 2002 – Jordan, rättsläkare (TV-serie) 1 avsnitt
- 2001 – The Beast (TV-serie) 3 avsnitt
- 1998 – Brimstone (TV-serie) 1 avsnitt
- 1996 – The Sentinel (TV-serie) 1 avsnitt
- 1996 – Nash Bridges (TV-serie) 1 avsnitt
- 1996 – Cityakuten (TV-serie) 1 avsnitt
- 1995 – Deadly Games (TV-serie) 1 avsnitt
- 1994 – Viper (TV-serie) 1 avsnitt
- 1993 – The Commish (TV-serie) 1 avsnitt
- 1992 – The Hat Squad (TV-serie) 1 avsnitt
- 1992 – Northen Exposure (TV-serie) 1 avsnitt
- 1990 – Röster från andra sidan graven (TV-serie) 1 avsnitt
- 1990 – Hunter (TV-serie) 1 avsnitt
- 1989 – Doggie Howser, M.D. (TV-serie) 1 avsnitt
- 1987 – Lagens änglar (TV-serie) 1 avsnitt